# 特罗苏
特罗苏是葡萄牙波尔图区的一个堂区。总面积4.63平方公里，总人口2472人，人口密度533.9人/平方公里。